# Lexington Table
La Lexington Table è una mesa antartica, superficie rocciosa soprelevata e dalla cima piatta, lunga 28 km e larga 18 km, situata subito a nord del Kent Gap e della Saratoga Table, nel Forrestal Range dei Monti Pensacola, in Antartide. 
La mesa è stata scoperta e fotografata il 13 gennaio 1956 nel corso di un volo transcontinentale nonstop dai membri dell'Operazione Deep Freeze I  della U.S. Navy in volo dal Canale McMurdo al Mar di Weddel e ritorno.
La denominazione è stata assegnata dall'Advisory Committee on Antarctic Names (US-ACAN) in onore della USS Lexington (CV-2) del 1926, una delle prime grandi portaerei della U.S. Navy.